# Lauromacromia bedei
Lauromacromia bedei – gatunek ważki z rodziny Synthemistidae. Znany tylko z jednego osobnika – samca odłowionego w 2004 roku nad rzeką Rio Preto w gminie São Gonçalo do Rio Preto w stanie Minas Gerais w południowo-wschodniej Brazylii.